# Rivelatore a conducibilità termica

Sezione di rivelatore a conducibilità termica

Il rivelatore a conducibilità termica, sigla TCD (dall'inglese thermal conductivity detector), è un rivelatore di sostanze chimiche comunemente usato in gascromatografia. Il rivelatore registra i cambi di conducibilità termica del gas proveniente dalla colonna cromatografica e lo confronta con un flusso di riferimento del gas di trasporto. Un filamento conduttore è immerso nel gas carrier all'uscita della colonna cromatografica; quando la composizione del gas cambia la conducibilità della stessa viene variata. Poiché la maggior parte dei composti ha una conducibilità termica molto inferiore a quella dei comuni gas di trasporto dell'elio o dell'idrogeno, quando un analita eluisce dalla colonna la conducibilità termica dell'effluente viene ridotta e viene prodotto un segnale rilevabile. La quantità di calore scambiato col gas nell'unità di tempo si modifica e dunque la temperatura del filamento stesso si modifica.
Tale variazione si traduce in un cambiamento di conduttività elettrica del filamento e dunque in una alterazione temporanea nel flusso di corrente che lo attraversa.
Possono essere determinati tutti i composti che hanno una conduttività termica diversa dal gas di trasporto.
Rispetto al FID, il TCD è meno sensibile, ma non specifico e non distruttivo.

## Operazione
Il TCD è costituito da un filamento riscaldato elettricamente in una cella a temperatura controllata. In condizioni normali c'è un flusso di calore stabile dal filamento al corpo del rivelatore. Quando un analita viene eluito e la conducibilità termica dell'eluente della colonna viene ridotta, il filamento si riscalda e la sua resistenza cambia di conseguenza. Questa variazione di resistenza viene rilevata da un circuito a ponte di Wheatstone che produce una variazione di tensione misurabile. L'eluente della colonna scorre su uno dei resistori mentre il flusso di riferimento è su un secondo resistore nel circuito a quattro resistori.
Poiché tutti i composti, organici e inorganici, hanno una conduttività termica diversa dall'elio o dall'idrogeno, praticamente tutti i composti possono essere rilevati. Per questo motivo il TCD è spesso definito un rivelatore universale.
Usato dopo una colonna di separazione (in un cromatografo), un TCD misura le concentrazioni di ciascun composto contenuto nel campione. In effetti, il segnale TCD cambia quando un composto lo attraversa, modellando un picco su una linea di base. La posizione del picco sulla linea di base riflette il tipo di composto. L'area di picco (calcolata integrando il segnale TCD nel tempo) è rappresentativa della concentrazione del composto in esame. Un campione le cui concentrazioni di composti sono note viene utilizzato per calibrare il TCD: le concentrazioni sono influenzate dalle aree di picco attraverso una curva di calibrazione.
Il TCD è un buon rivelatore per scopi generali per le indagini iniziali con un campione sconosciuto rispetto al FID che reagirà solo ai composti combustibili. Inoltre, il TCD è una tecnica non specifica e non distruttiva. Il TCD viene anche utilizzato nell'analisi dei gas permanenti (argon, ossigeno, azoto, anidride carbonica) perché risponde a tutte queste sostanze a differenza del FID che non è in grado di rilevare composti che non contengono legami carbonio-idrogeno.
Considerando il limite di rilevabilità, sia TCD che FID raggiungono livelli di concentrazione bassi (inferiori a ppm o ppb).
Entrambi richiedono gas carrier pressurizzato (in genere: H2 per FID, He per TCD) ma a causa del rischio associato alla conservazione di H2, TCD con He dovrebbe essere considerato in luoghi in cui la sicurezza è cruciale.

## Considerazioni
Una cosa da tenere presente quando si utilizza un TCD è che il flusso di gas non deve mai essere interrotto quando il filamento è caldo, poiché ciò potrebbe causare l'esaurimento del filamento. Mentre il filamento di un TCD è generalmente passivato chimicamente per evitare che reagisca con l'ossigeno, lo strato di passivazione può essere attaccato da composti alogenati, quindi questi dovrebbero essere evitati ove possibile.
Se si analizza l'idrogeno, il picco apparirà negativo quando si usa l'elio come gas di riferimento. Questo problema può essere evitato se si utilizza un altro gas di riferimento, ad esempio argon o azoto, sebbene ciò riduca significativamente la sensibilità del rivelatore verso qualsiasi composto diverso dall'idrogeno.

## Applicazioni
I rivelatori a conducibilità termica sono utilizzati in medicina nelle apparecchiature di test della funzionalità polmonare e nella gascromatografia. I risultati sono più lenti da ottenere rispetto a uno spettrometro di massa, ma il dispositivo è economico e ha una buona precisione quando sono noti i gas in questione, ed è solo la proporzione che deve essere determinata:
- Monitoraggio della purezza dell'idrogeno nei turbogeneratori raffreddati a idrogeno.
- Rilevazione della perdita di elio dal vaso elio di un magnete superconduttore di risonanza magnetica.
- Utilizzato anche nell'industria della birra per quantificare l'anidride carbonica nei campioni di birra.
- Utilizzato nell'industria energetica per quantificare la quantità (potere calorifico) di metano nei campioni di biogas.
- Utilizzato nell'industria alimentare e delle bevande per quantificare e/o validare i gas di confezionamento degli alimenti.
- Utilizzato nel settore petrolifero per quantificare la percentuale di idrocarburi durante la perforazione.